# Burg Rauenwörth
Die Burg Rauenwörth, auch Rauhenwörth geschrieben, ist eine abgegangene Niederungsburg im Altmühltal auf dem Gebiet der heutigen Gemeinde Walting im oberbayerischen Landkreis Eichstätt. Sie befindet sich zwischen dem Waltinger Gemeindeteil Gungolding und dem Kipfenberger Gemeindeteil Arnsberg. Die Anlage wird als Bodendenkmal unter der Aktennummer D-1-7034-0215 im Bayernatlas als „mittelalterlicher Wasserburgstall“ geführt. 

## Geographische Lage
Es handelte sich um eine Wasserburg auf 376 Metern über Normalnull. Sie stand auf einer durch einen Ringgraben gebildeten Insel der Altmühl.

## Geschichte
Das „Castellum Rauhenwerde“ war als Eichstätter Lehen im Besitz der Grafen von Grögling-Hirschberg und kam mit deren Aussterben laut testamentarischer Verfügung von Graf Gebhard VII. vom 8. September 1304 und gemäß Gaimersheimer Schiedsspruch von 1305 mitsamt dem Wildbann in den zugehörigen Wäldern an das Hochstift Eichstätt. Sie scheint danach rasch verfallen zu sein; aufgehendes Mauerwerk ist vermutlich seit Jahrhunderten nicht mehr vorhanden. 1289 wird die Wasserburg als „einstige kleine Burg Rauenwerde“ erwähnt. Die Insellage ging durch Verlandung allmählich verloren; zuletzt waren nur noch leichte Vertiefungen der Grabenanlage erkennbar.
Als der Landkreis Eichstätt 1987 im Zuge von Natur- und Umweltprogrammen die Wiederherstellung der Insel in Angriff nahm, um sie zu einer Ödfläche und zu einem Feuchtbiotop umzugestalten, fanden im Bereich der durch Luftbilder bekannten ehemaligen Burgbrücke archäologische Sondierungen statt, die neben zahlreicher Keramik des 13. Jahrhunderts Reste von Brückenbalken aus Eiche zum Vorschein brachten. Laut dendrochronologischer Untersuchungen wurden diese Eichen im Jahr 1295 gefällt.
Das Feuchtbiotop, das seit seiner Anlage nicht bewirtschaftet wird, darf aus Naturschutzgründen nicht betreten werden. Somit ist das Gelände der ehemaligen Wasserburg nicht zugänglich.

## Sonstiges
Dem Burgstall südwestlich gegenüber stand auf einem Felsen die 1394 angelegte, nicht zu Ende gebaute bayerisch-herzogliche Burg Nunnenstein/Nonnenstein/Neuenstein.